# La rosa de Pasión
La rosa de Pasión es un relato de Gustavo Adolfo Bécquer, publicado por primera vez en 1862.

## Tema
Es una leyenda corta cuyos temas principales son:
- el amor prohibido entre una judía y un cristiano,
- la venganza del padre judío, cuya su hija se enamora de un hombre de otra religión.

## Estructura
La obra se compone de una introducción y cuatro capítulos.
- Prólogo. Daniel es un judío devoto, dueño de una supuesta fortuna, que trabaja confeccionando cadenas y cinturones y odia en secreto a los cristianos.
- Logo. La hija de Daniel, Sara, se enamora de un cristiano, y el padre junto a otros judíos deciden matar al amante según un ritual.
- Epílogo. Cuando aparece Sara en lugar del cristiano y confiesa que ha renunciado a su religión, el extraño ritual termina con la muerte de la joven en una cruz, a cuyos pies luego de un tiempo nacerían unas flores conocidas como las rosas de pasión.

## Tiempo
- Época de publicación: siglo XIX
- Época en que transcurre la leyenda: Edad Moderna
- Espacio de localización de la leyenda: Toledo

- Datos: Q5965139